# Куликов, Дмитрий Владимирович
Дми́трий Влади́мирович Кулико́в (род. 29 октября 1990, Липецк) — российский хоккеист, защитник клуба НХЛ «Флорида Пантерз». Двухкратный Обладатель Кубка Стэнли (2024, 2025). В составе сборной России дважды становился серебряным призёром чемпионата мира по хоккею. Занимает третье место (после Александра Овечкина и Евгения Малкина) по сыгранным матчам среди всех действующих российских хоккеистов НХЛ.

## Биография
Родился в Липецке в семье Ирины и Владимира Куликовых. Владимир, сам в прошлом хоккеист, в 3 года поставил на коньки своих детей — Дмитрия и его сестру-близнеца Алину. До 5 лет будущий хоккеист занимался фигурным катанием, после чего отец перевёл его в хоккейную секцию, несмотря на то, что возрастной порог для занятий в ней — 7 лет. Дмитрий выделялся среди других юных хоккеистов, хоть и был младше их на 2 года.
До 12 лет Куликов занимался хоккеем в Липецке под руководством тренера Юрия Кровопускова, но затем переехал в Ярославль и год тренировался в спортивном интернате. Однако ярославские тренеры таланта Дмитрия не увидели и в конце сезона расстались с ним, посчитав бесперспективным. Куликов оказался в детской команде «Русь», в которой привлёк к себе внимание тренеров юношеской и молодёжной сборных.

### Юношеская карьера
Вскоре Куликов вернулся в Ярославль в качестве игрока фарм-клуба местного «Локомотива». Шансов пробиться в основную команду ярославцев у Куликова было мало, и в 2008 году он уехал в Канаду, в клуб QMJHL «Драммондвилл Вольтижерс». Уже в своём первом сезоне Куликов набрал 62 очка (12 шайб и 50 результативных передач) и получил сразу две индивидуальные награды — лучшему новичку и лучшему защитнику лиги, а его клуб стал обладателем Президентского кубка.

### Карьера в НХЛ
Стал единственным россиянином, выбранным в первом раунде драфта 2009 года. Под 14-м общим номером он был задрафтован клубом «Флорида Пантерз» и в том же году получил шанс закрепиться в составе «Пантерз». После 9 матчей, проведённых Куликовым в НХЛ, «Флорида» могла ещё на сезон оставить защитника набираться опыта в «Дрюммонвилле», однако не сделала этого, и в итоге россиянин остался в команде. Сам Куликов заявил, что игра в НХЛ — его мечта, и в КХЛ он выступать не будет.
2 октября 2009 года дебютировал за «Пантерз» в матче против «Чикаго Блэкхокс». Быстро вписался в игру «Флориды» и весь свой первый сезон не покидал расположение команды. Куликов провёл 68 матчей, в которых набрал 16 очков. Команда заняла 28-е место в регулярном чемпионате. Итогом удачного года для Дмитрия стал вызов в основную сборную на чемпионат мира 2010 года и хвалебные отзывы специалистов, не ждавших от защитника такого быстрого прогресса.

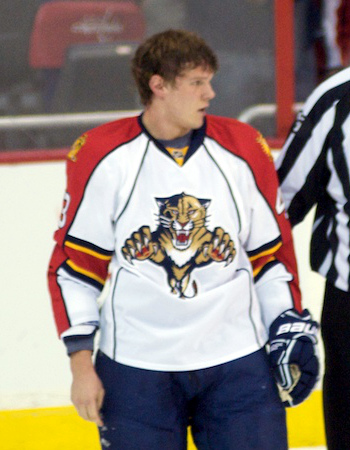
2012 год

Во время локаута в НХЛ в первой половине сезона 2012/13 Куликов выступал в КХЛ за ярославский «Локомотив», по окончании локаута вновь присоединился к «Флориде». Летом 2014 года заключил с «Флоридой» 3-летний контракт на сумму $13 млн.
25 июня 2016 года «Флорида» обменяла Куликова в «Баффало Сейбрз». Сезон в «Баффало» получился у Дмитрия неудачным. Во многом это произошло из-за травмы спины, полученной в предсезонном матче против «Торонто Мейпл Лифс». В результате Куликов сыграл лишь 47 матчей и закончил сезон с худшим показателем полезности в команде (-26).
После неудачного сезона «Баффало» не стал переподписывать Дмитрия, и игрок заключил 3-летнее соглашение на $13 млн с канадским клубом «Виннипег Джетс».
Сезон 2017/18 в «Виннипеге» по большей части провел в паре с Тайлером Майерсом. Первый гол за «шмелей» забросил в 3-м матче против «Эдмонтон Ойлерз» в ворота Кэма Тальбо. В концовке сезона случился рецидив прошлогодней травмы спины, в результате которого Дмитрий пропустит концовку сезона и начало плей-офф.
22 октября 2020 года подписал однолетний контракт с «Нью-Джерси Девилз» на сумму 1,15 млн долларов. Сыграл за «Девилз» 38 матчей в сезоне 2020/21.
12 апреля 2021 года был обменян в «Эдмонтон Ойлерз». Сыграл за клуб 10 матчей в регулярном сезоне 2020/21 и три матча в плей-офф.
28 июля 2021 года в качестве свободного агента подписал двухлетнее соглашение на 4,5 млн долларов с «Миннесотой Уайлд», которая стала шестой командой Куликова в НХЛ. В сезоне 2021/22 набрал 24 очка (7+17) в 80 матчах. Это был лучший результат по набранным очкам для Куликова с сезона 2011/12.
1 сентября 2022 года «Миннесота» обменяла Куликова в «Анахайм Дакс», не получив взамен ничего.
3 марта 2023 года был обменян из «Анахайм Дакс» в «Питтсбург Пингвинз». Сыграл за «Пингвинз» 6 матчей, в которых сделал 1 передачу. «Питтсбург» стал восьмым клубом НХЛ в карьере Куликова.
Летом 2023 года вернулся в клуб «Флорида Пантерз», в котором начинал карьеру в НХЛ. Куликов подписал однолетний контракт на 1 млн долларов.
18 декабря 2023 года стал 14-м российским хоккеистом в НХЛ (и пятым российским защитником), сыгравшим 900 матчей в регулярных сезонах.
24 июня 2024 года стал обладателем Кубка Стэнли, после того как «Пантерз» победили в седьмом матче финальной серии «Эдмонтон Ойлерз» (2:1). В 24 матчах плей-фф Куликов набрал 2 очка (0+2) при показателе полезности -1. При этом обе своих передачи Куликов сделал в последних двух матчах финальной серии, в том числе был одним из ассистентов Сэма Райнхарта, забросившего победную шайбу в седьмом матче.
29 января 2025 года стал девятым в истории российским хоккеистом, сыгравшим 1000 матчей в регулярных сезонах НХЛ. В юбилейной игре против «Лос-Анджелеса» (3:0) Куликов отметился голевой передачей. На его счету за 1000 матчей стало 245 очков (49+196).

### Сборная
Первыми крупными международными турнирами Куликова были чемпионаты мира среди юниоров 2007 и 2008 года, на которых россияне выиграли золотую и серебряную медали. Куликов провёл 7 матчей на первенстве 2007 года, 6 — 2008 года, набрав 4 и 2 очка соответственно. В 2009 году Дмитрий стал бронзовым призёром молодёжного чемпионата мира.
Удачно проведённый Куликовым дебютный сезон в НХЛ привлёк к нему внимание и тренеров основной сборной. Защитник «Флориды» сыграл на заключительном этапе Еврохоккейтура «Хоккейные игры LG» и был включен в состав сборной на чемпионат мира в Германии. На первенстве Куликов, самый юный игрок в команде, сыграл 9 матчей и отдал 2 результативные передачи. Сам же чемпионат завершился для российской сборной неудачно — несмотря на то, что букмекеры считали россиян явными фаворитами, в финале команда Быкова уступила сборной Чехии.
В 2011 году Куликов вновь получил вызов в сборную России и сыграл в её составе на чемпионате мира в Словакии, набрав 3 очка (2+1). Сборная России, однако, осталась без медалей, заняв четвёртое место.
На чемпионате мира 2015 года в составе сборной России завоевал серебряные награды. Принял участие во всех 10 матчах и стал лучшим в команде среди защитников по показателю полезности (+8) и игровому времени (18:50 в среднем за матч).
Был вызван Олегом Знарком на Кубок мира 2016 года, где российская сборная уступила в полуфинале Канаде (3:5). Сыграл во всех 4 матчах. После этого за сборную больше не играл.

## Стиль игры
На площадке Куликов выделяется умением действовать и в обороне, и в атаке, грамотной игрой в большинстве, и сильным щелчком. Игрок своей сильной стороной считает универсальность.
Из-за силовой манеры игры западные СМИ сравнивают Куликова с Сергеем Гончаром и Андреем Марковым.

## Личная жизнь
Женат на шведке Эмилии Ульссон. 28 апреля 2017 года у пары родился сын — Макстон, а 7 октября 2019 года — дочь Эвелина.

## Статистика
| Легенда | Легенда                    | Легенда | Легенда                   | Легенда | Легенда    |
| ------- | -------------------------- | ------- | ------------------------- | ------- | ---------- |
| И       | Количество проведённых игр | Штр     | Штрафное время            | +/−     | Плюс-минус |
| Г       | Голы                       | П       | Голевые передачи          | О       | Очки       |
| -       | Статистика неизвестна      | —       | Статистика не учитывалась |         |            |

## Достижения

### Командные
QMJHL
| Год  | Команда                 | Достижение                                                           |
| ---- | ----------------------- | -------------------------------------------------------------------- |
| 2009 | Драммондвилл Вольтижерс | Обладатель Президентского Кубка                                      |
| 2009 | Драммондвилл Вольтижерс | Обладатель Эмиль Бушар Трофи лучшему защитнику QMJHL                 |
| 2009 | Драммондвилл Вольтижерс | Обладатель Кубка RDS лучшему новичку QMJHL                           |
| 2009 | Драммондвилл Вольтижерс | Обладатель Майк Босси Трофи лучшему перспективному игроку QMJHL      |
| 2009 | Драммондвилл Вольтижерс | Обладатель Раймон Лагасе Трофи лучшему оборонительному новичку QMJHL |

NHL
| Год  |  | Команда         | Достижение              | Достижение |
| ---- |  | --------------- | ----------------------- | ---------- |
| 2024 |  | Флорида Пантерз | Обладатель Кубка Стэнли |            |
| 2025 |  | Флорида Пантерз | Обладатель Кубка Стэнли |            |

Международные
| Год        | Команда         | Достижение                                   |
| ---------- | --------------- | -------------------------------------------- |
| 2007       | Россия (юниор.) | Победитель юниорского чемпионата мира        |
| 2008       | Россия (юниор.) | Серебряный призёр юниорского чемпионата мира |
| 2009       | Россия (мол.)   | Бронзовый призёр молодёжного чемпионата мира |
| 2010, 2015 | Россия          | Серебряный призёр чемпионата мира            |